# Radioaltimetru
Radioaltimetrul este o instalație care determină prin radar înălțimea unui mijloc aerian deasupra solului.
În sens mai larg prin radioaltimetru se înțelege un dispozitiv instalat la bordul unei nave sau terestru pentru a determina înălțimea reală de evoluție a unui aparat de care zboară (avion, elicopter, satelit etc.) deasupra suprafeței Pământului folosind  metode radiotehnice.

## Clasificare
Radioaltimetrele pot fi clasificate în următoarele categorii:
După destinație:
- radioaltimetre de bord;
  - cu modulație de frecvență (FM);
  - cu modulație în impulsuri (IM);
- radioaltimetre terestre.

După domeniul de utilizare:
- Radioaltimetre civile;
- Radioaltimetre militare.

## Scurt istoric
Primul radioaltimetru  din lume a fost dezvoltat de firma Bell Laboratories (SUA) și este prezentat în New York la 9 octombrie 1938.
În URSS au fost dezvoltate primele radioaltimetre (de bord) de serie (RV-2, RV-10 și RV-17), în  anii 1947 - 1954. Din 1962 până în 1965 în fabrica ȚKB-17 a Ministerului Industriei de Aviație a fost elaborat radioaltimetrul pentru înălțimi mari, care la 3 februarie 1966, pentru prima dată în istoria explorării spațiale a  asigurat o aterizare moale pe suprafața Lunii a modulului "Luna 9".  
Primele radioaltimetre terestre militare sovietice au fost realizate începând din anul 1954. Dintre ele cele mai cunoscute sunt: PRV-9, PRV-10, PRV-11, PRV-13, PRV-16, PRV-17.

## Radioaltimetrul de bord
Este un aparat instalat la bordul unui mijloc aerian și utilizat în aviație pentru măsurarea înălțimii de zbor a unui avion.
Este constituit dintr-un emițător de unde electromagnetice și un post care recepționează undele reflectate la sol.
Determinarea înălțimii se face prin măsurarea intervalului de timp dintre momentul emisiunii undelor și momentul recepționării undelor reflectate, potrivit relației:
h = c x t/2;  unde: h = înălțimea care se determină; t = intervalul de timp; c = viteza de propagare a undelor radio (egală cu viteza luminii).
Spre deosebire de altimetrul barometric care măsoară înălțimea fața de nivelul mării, radioaltimetrul poate măsura diferența de altitudine dintre oricare două suprafețe plane.

## Radioaltimetrul terestru
Este o instalație complexă care funcționează la sol și determină, pe baza principiului radar, înălțimea de zbor a mijloacelor aeriene. Înălțimea poate fi determinată de către un operator sau în mod semiautomat. În ambele situații două din coordonatele mijlocului aerian - azimutul și distanța înclinată - sunt furnizate radioaltimetrului de un radiotelemetru (radar bidimensional). Coordonatele pot fi transmise prin voce, de către un operator, sau în mod semiautomat prin poziționarea unui marker.

### Principiul măsurării înălțimii cu radioaltimetrul terestru
Radioaltimetrul terestru este un radar mobil care lucrează în impulsuri, în gama undelor centimetrice. Sistemul activ al radioaltimetrului asigură formarea în spațiu a unei caracteristici de directivitate a antenei sub forma unui fascicul îngust în plan vertical (între 0,5 și 1,5 grade) și mai larg (între 2 și 5 grade) în plan orizontal. Formarea unei astfel de caracteristici a antenei este asigurată de un reflector parabolic, în focarul căruia este amplasat conul radiatorului.
Pentru cercetarea spațiului aerian cu un fascicul atât de îngust antena este capabilă să se miște în ambele coordonate unghiulare - unghi de înălțare și azimut. Măsurarea distanței înclinate până la țintă este furnizată automat prin utilizarea metodei radiolocației în impuls.
Deplasarea antenei în unghi de înălțare se realizează printr-un mecanism de balansare a reflectorului antenei împreună cu radiatorul. Prin aceasta caracteristica de directivitate a antenei balansează în plan vertical în limite date, ceea ce dă posibilitatea să se descopere ținta în unghi de înălțare. În mod sincron cu balansarea antenei, pe indicatorul de înălțime, se formează o desfășurare pe verticală a fasciculului electronic pe tubul catodic.
Pentru obținerea desfășurării pe verticală la indicator se aplică o tensiune continuă proporțională cu sinusul unghiului de înclinare al antenei. Această tensiune este generată de un potențiometru transmițător al unghiului de înălțare al cărui ax este conectat rigid cu axa de oscilație a antenei. Astfel, fiecărei poziții a antenei îi corespunde o anumită poziție a desfășurării pe ecran.
Expresia matematică care pune în legătură înălțimea țintei față de locul de staționare al radioaltimetrului cu distanța înclinată și unghiul de înălțare al țintei, cu luarea în considerare a curburii pământului și modificările refracției se rezolvă printr-o schemă electrică a indicatorului de înălțime.
Pe ecranul indicatorului se afișează periodic linii indicatoare ale diferitelor înălțimi, sau un marker mobil de înălțime. Înălțimea țintei este determinată fie de poziția mijlocului semnalului țintei în raport cu liniile de înălțime egală, sau prin indicarea înălțimii prin deplasarea markerului pe verticală la nivelul de mijloc al țintei.
Mutarea antenei în azimut pentru observarea și măsurarea înălțimii oricărei ținte date se realizează cu un sistem de acționare azimutal prin rotirea în jurul axei sale verticale, odată cu întreaga  coloană a antenei. Rotirea antenei în azimut și oprirea la un azimut dat poate fi realizată în diferite moduri: de către operatorul radioaltimetrului sau  prin comanda de indicare a țintei de la un radiotelemetru.